# Leonardo Mayrhofer
Leonardo Mayrhofer es un deportista brasileño que compite en vela en la clase Soling. Ganó una medalla de plata en el Campeonato Mundial de Soling de 2024.

## Palmarés internacional
| Campeonato Mundial | Campeonato Mundial | Campeonato Mundial | Campeonato Mundial |
| Año                | Lugar              | Medalla            | Clase              |
| ------------------ | ------------------ | ------------------ | ------------------ |
| 2024               | Hankø (Noruega)    | Medalla de plata   | Soling             |